# World Theatre Training Institute
Das World Theatre Training Institute AKT-ZENT wurde 1995 als AKT-ZENT Internationales Theaterzentrum Berlin von dem künstlerischen Leiter Jurij Alschitz und Christine Schmalor gegründet. Seit 2011 arbeitet es als Forschungszentrum für Theatertrainingsmethoden des International Theatre Institute (ITI) – der Weltorganisation für die Darstellenden Künste. Angesichts neuer Aufgaben und Zielsetzung wurde 2017 der Name in World Theatre Training Institute AKT-ZENT geändert.

## Arbeitsweise und Historie
Seit der Gründung konzentriert sich die Arbeit auf die Weiterbildung professioneller Schauspieler und Regisseure. Von 1995 bis 2009 wurde die GITIS Schauspiel- und Regieklasse in Zusammenarbeit mit der Russischen Akademie für Theaterkunst (GITIS, Moskau) als dreijährige modulare Fortbildung parallel in Deutschland, Italien, Schweden, Norwegen und Griechenland mit europäischen Partnerorganisationen durchgeführt, seit 1996 ergänzt durch Laboratorien, Sommerakademien, Festivals und Performances. Eine Vielzahl der Aktivitäten wurde durch die Europäischen Kulturprogramme Kaleidoskop, Kultur 2000 und Kultur 2007–2013 in zahlreichen Ländern Europas ermöglicht und in Kooperation mit europäischen Theaterzentren, Akademien, nationalen ITI-Zentren sowie Städten und Gemeinden realisiert. Im Verlauf dieser mehrjährigen Kooperationsprojekte zu spezifischen Themen ist der Aspekt der Forschung zunehmend in den Vordergrund gerückt.
In der dabei angewandten theaterpraktischen Forschung werden Übungen und Trainingsmethoden durch die Vermittlung praktisch erprobt und kontinuierlich weiter entwickelt. Ein zentrales Merkmal der Arbeitsweise ist das internationale Lehrerteam, das vom künstlerischen Leiter über Jahre aufgebaut wurde und flexibel in unterschiedlichen Zusammensetzungen agiert.
Spezielle Programme für Schauspiellehrer und Theaterpädagogen fördern die methodische Reflexion und haben das Ziel, zur Aufwertung des Berufsbildes der Lehrer an Schauspielschulen beitragen. Darüber hinaus strebt das World Theatre Training Institute an, zur Innovation in der Bildung im Allgemeinen beizutragen. Dabei werden herkömmlicher Lehrformate und deren Inhalte durchaus in Frage gestellt und neue Ideen auf Fachkonferenzen vorgestellt und in der Praxis erprobt.
Die Forschungsergebnisse von Jurij Alschitz werden in seinen Handbüchern zur Schauspielkunst im Selbstverlag ars incognita und in Fachverlagen (Brasilien, Italien, Mexiko, Russland u. a.) veröffentlicht.

## Forschungsprojekte (Auswahl)
- Seit 1999 führt das internationale Festival für Methoden des Theatertrainings METHODIKA im zweijährigen Rhythmus in verschiedenen Ländern Theaterschaffende zusammen, um verschiedene Trainingsmethoden für die Lehre und Probenpraxis auszutauschen und zu diskutieren.

- Seit 2011 untersucht das ITI-Projekt The World Theatre Training Library weltweit Ausbildungstraditionen in ihrer heutigen Praxis. Neue Proben-, Lehr- und Trainingsmethoden werden kollektiv in internationalen Laboratorien entwickelt und diese der internationalen Theatergemeinschaft zugänglich macht.[7]

- 2012–2014 wurde der erste Studiengang Teaching Professional Theatre Practice in Kooperation mit CUT – Centro Universitario de Teatro an der Universidad Nacional Autonoma de Mexico als Prototyp realisiert.[8]

- ALthattheatre: Jurij Alschitz entwickelt eine Quantenpädagogik für die Aus- und Weiterbildung von Schauspielern. Das innovative Impulstraining leitet sich von der Resonanz und Wellentheorie ab. Im Zentrum steht das Prinzip der Selbstbildung und die Entwicklung zum homo creativus.
- Hybrid Theatre Training: von 2017 bis 2020 unterhielt das Institut eine Online-Lernplattform,[9] auf der innovative Formate und Inhalte erprobt wurden. Dabei lag der Schwerpunkt in der Erforschung spezifischer Aufgabenstellung zur Selbstbildung und Entwicklung der Kreativität sowie in der Verbindung von Online-Training und praktischer Probenarbeit. Die Trainingsplattform ermöglichte den weltweiten Zugang zu professionellem Wissen und den persönlichen Kontakt zu einem internationalen Lehrerteam.[10] Daraus entstand ein neues Format für die veränderten Bedürfnisse im Jahr 2020:

- Online Theatre Academy: seit Oktober 2020 bietet das World Theatre Training Institute in drei Departments Online-Kurse für Schauspiel, Regie und Lehre an, die die Forschungsarbeit von Dr. Jurij Alschitz und dem internationalen Team of Teachers reflektieren.[11]

## Mitgliedschaften in anderen Organisationen
Das World Theatre Training Institute AKT-ZENT ist die Geschäftsstelle der European Association for Theatreculture. Parallel zur Gründung von AKT-ZENT Internationales Theaterzentrum Berlin eröffnete Jurij Alschitz zusammen mit Künstlern des jeweiligen Landes weitere Theaterzentren, die sich im Jahr 2000 zur European Association for Theatreculture zusammengeschlossen haben.
- PROTEI – Progetti Teatrali Internazionali (Italien 1995)
- ECUT – Europeiskt Skaninaviskt centrum för utforskning av teater (Schweden 1994–1998)
- SCUT – Skaninaviskt centrum för utforskning av teater (Norwegen und Schweden 1998)
- Koïnè langages transartistiques (Frankreich 2003)

Das World Theatre Training Institute AKT-ZENT ist das Research Centre of the International Theatre Institute ITI – World Organization for the Performing Arts
- Mitglied des ITI/UNESCO Network for Higher Education in the Performing Arts
- Mitglied im Deutschen Zentrum des Internationalen Theaterinstituts
- Mitglied im Landesverband freie darstellende Künste Berlin e.V.